# Фуанья, Эндрю Нкеа
Эндрю Нкеа Фуанья (Andrew Nkea Fuanya; 29 августа 1965 года, Видкум, Камерун) — второй епископ Мамфе с 25 января 2014 года по 30 декабря 2019 года, третий архиепископ-митрополит Баменды с 30 декабря 2019 года.

## Биография
Родился в 1965 году в селении Видкум, Камерун. Окончил начальную школу Христа-Царя в Тико, затем обучался в малой семинарии имени епископа Рогана в Буэа. Изучал богословие и философию в Высшей духовной семинарии Святого Фомы Аквинского в Баменде. 29 апреля 1992 года рукоположён в священники для служения в епархии Буэа. В 1992—1993 годах — викарий прихода святого Иоанна Боско в Бонге, с 1993 по 1995 года — настоятель прихода Святого Луки в Ньяндонге, с 1995 по 1999 года — секретарь-канцлер епархии Буэа. С 1999 по 2003 года обучался в Риме в Папском Урбанианском университете, где получил докторскую степень по каноническому праву. С 2003 по 2007 года — секретарь-канцлер епархии Буэа. С 2007 по 2010 года — преподаватель и воспитатель в Высшей духовной семинарии Святого Фомы Аквинского в Буменде. С 2010 года — член комиссии по доктрине национальной епископальной конференции, судебный викарий церковного суда Баменды, генеральный секретарь епископальной конференции церковной провинции Баменды, президент камерунской Национальной ассоциации канонического права, генеральный секретарь Католического университета Камеруна.
10 июля 2013 года Римский папа Франциск назначил его вспомогательным епископом епархии Мамфе. 23 августа 2012 года состоялось его рукоположение в епископы, которое совершил апостольским нунцием в Камеруне, титулярным архиепископом Торцелло Пьеро Пьоппо в сослужении с епископом Мамфе Фрэнсисом Теке Лисинге и епископом Буэа Эммануэлем Бушу.
25 января 2014 года римский папа Франциск назначил его епископом Мамфе. 30 декабря 2019 года был назначен архиепископом Баменды и апостольским администрации Мамфе. 5 мая 2022 года освобождён от администрирования епархией Мамфе, которая находилась в состоянии Sede vacante до назначения Алоизия Фондонга Абангало одинарием Мамфе.
С 30 апреля 2022 года — президент Национальной епископальной конференции Камеруна.